# 장석영
장석영(張錫永, 1894년 9월 11일 ~ ?)은 일제강점기의 경찰이다.

## 생애
1917년 11월 27일 조선총독부 순사보와 경기도 경무부 교습생으로 발탁되었고, 1918년 3월 23일 경성 종로경찰서 순사로 근무했다. 1919년 8월 20일 조선총독부 순사로 임명되었으며, 1920년 9월 30일 경성 동대문경찰서 순사로 근무했다. 1927년 1월 6일 경기도 안성경찰서 순사로 근무했고 1929년 4월 22일 신경쇠약증으로 의원 면직되었다.
경성 동대문경찰서 순사로 재직 중이던 1921년 1월 17일 당시 서울과 경기도 일대에서 대한민국 임시정부의 군자금 모집 활동을 벌이고 있던 유득신을 체포했으며, 1921년 1월 19일 김택룡을 체포했다. 당시 김택룡은 유득신, 엄준 등과 함께 대한민국 임시정부의 군자금 모집 활동에 협조하는 동안 고등계 형사의 밀정으로 위장하여 경성 일대에 거주하던 부호층의 자산 정도를 조사하고 있었다.
1923년 10월 15일 평안남도에서 각종 첩보 활동과 대한민국 임시정부의 군자금 모집 활동을 벌이고 있던 광한단원 김이순을 체포했고, 1924년 9월 18일 대동단 사건 관련자인 김용원에 대한 2차 신문에서 통역 업무를 수행했다. 광한단(光韓團)은 중국 콴뎬 현에 근거를 둔 독립 운동 단체였으며, 이시열이 단장을 맡고 있었다.
친일반민족행위진상규명위원회가 발표한 친일반민족행위 705인 명단에 포함되었다.

## 참고자료
- 친일반민족행위진상규명위원회 (2009). 〈장석영〉. 《친일반민족행위진상규명 보고서 Ⅳ-15》. 서울. 402~413쪽.